# يان مكدونالد (كاتب غياني)
يان مكدونالد (بالإنجليزية: Ian McDonald) هو مقدم برامج إذاعية وكاتب وشاعر غياني، ولد في 18 أبريل 1933 في Saint Augustine, Trinidad and Tobago ‏ في ترينيداد وتوباغو.